# 多勒机场
多勒机场，商业名称为多勒汝拉机场（法語：Aéroport de Dole-Jura），是法国东部城市多勒的城市客运机场，横跨热夫里与塔沃两个市镇，距离多勒市中心大约7公里。

## 历史
多勒机场最初建成于1939年，彼时当地的航空爱好者在此开辟了一处停机坪，并由此组建了航空俱乐部。二战期间该机场被扩建为军事基地。1970年，多勒机场开辟了首条旅客商业航线。2014年第戎机场停止旅客航班服务后，多勒机场成为勃艮第-弗朗什-孔泰大区内唯一的拥有固定商业航线的民用机场。2020年，汝拉省政府与Edeis签署协议，Edeis将负责运营多勒机场至2027年。

## 航空公司与目的地
截至2024年11月，多勒机场开行4条固定航线。
| 航空公司   | 目的地                 |
| ---------- | ---------------------- |
| 瑞安航空   | 非斯、波尔图、马拉喀什 |
| 科西嘉航空 | 季节性：巴斯蒂亚       |

## 接驳交通
多勒机场前方建有停车场。
多勒机场因缺乏地面接驳公共交通而受到争议。